# شهرک لاندهی
لاندهی تاون (به انگلیسی: Landhi Town) یک شهر در پاکستان است که در کراچی واقع شده‌است. لاندهی تاون ۶۶۶٬۷۴۸ نفر جمعیت دارد.